# Jan Porcellis
Jan Porcellis (*  um 1582 in Gent; † 29. Januar 1632 in Zoeterwoude) war ein niederländisch-flämischer Marinemaler, Zeichner und Radierer.

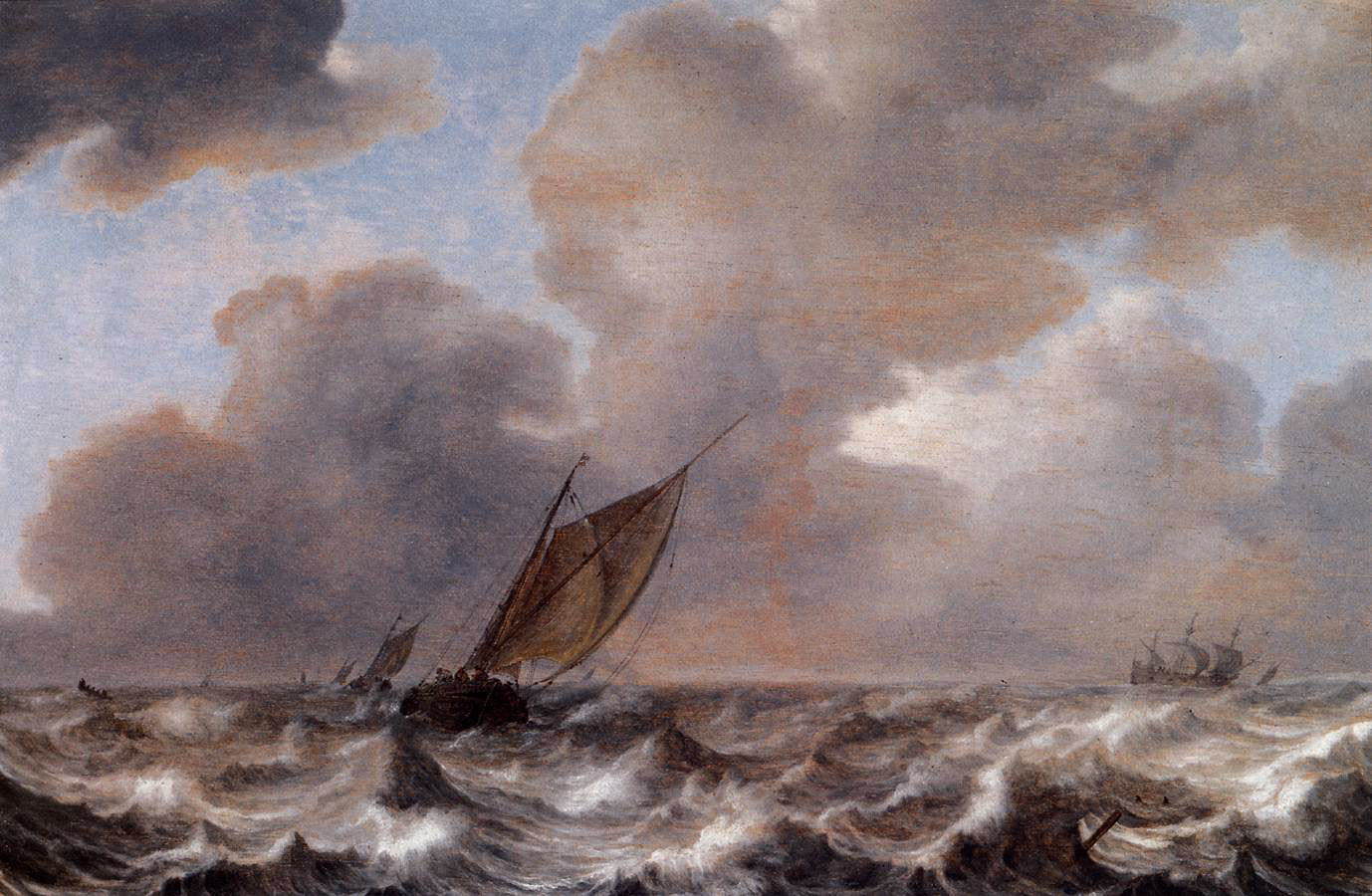
Schiffe in bewegter See, um 1630, Privatsammlung

Es gibt verschiedene Varianten seines Vornamens (Johannes) und Nachnamens (u. a. Pourcelles, Parcellis, Percelles, Perselles).

## Leben
Sein Vater, der Kapitän Jan Pourcelles oder Porcellis, war – wie viele andere – vor Verfolgung in den spanisch besetzten Niederlanden geflüchtet und hatte sich in Rotterdam niedergelassen.
Porcellis ist 1605 in Rotterdam nachweisbar, wo er in diesem Jahr heiratete. Möglicherweise arbeitete er in Rotterdam zunächst in der Buchillustration für den Verleger und Graveur Jan van Doetechum, der unter anderem Stiche von Schiffen und Karten publizierte und auch Beziehungen nach London hatte, wo Porcellis ebenfalls nachweisbar ist (eine seiner Töchter ist dort vor 1615 geboren). 1615 zog er nach Antwerpen, nachdem er in Rotterdam Insolvenz angemeldet hatte. 1617 wurde er Mitglied der Lukasgilde von Antwerpen, hatte aber weiter finanzielle Probleme. 1618 war er gezwungen, einen Vertrag einzugehen, laut dem er über zwanzig Wochen vierzig Bilder liefern musste, wobei ihm Material und ein Assistent gestellt wurden. 1622 zog er nach Haarlem und 1624 nach Amsterdam. In Haarlem entwickelte er seinen individuellen Stil als Marinemaler, beeinflusst von Vertretern der tonalen Landschaftsmalerei wie Jan van Goyen, Salomon van Ruysdael und Pieter de Molyn. Typisch für Porcellis’ Marinebilder sind eine monochrome Palette, die Einbeziehung des Himmels in die Komposition und die Wiedergabe des Wechselspiels von Sonnenlichtreflexen und Wolkenschatten.
Der Künstlerbiograph Arnold Houbraken gibt an, Schüler des berühmten Marinemalers Hendrick Cornelisz. Vroom in Haarlem gewesen zu sein, was jedoch heute bezweifelt wird. Gemälde aus den 1610er Jahren in der Royal Collection, die früher als früheste Bilder von Porcellis galten, werden heute Vroom zugeschrieben.
1626 lebte er in Voorburg bei Den Haag. Ab etwa 1628 lebte er in Zoeterwoude bei Leiden, wo er ausgedehnten Grundbesitz hatte.
Porcellis galt in seiner Zeit als innovativer und führender niederländischer Marinemaler. Zu seinen Schülern zählten neben seinem Schwager Hendrick van Anthonissen auch Simon de Vlieger, Willem van Diest, Hans Goderis und der Marinemaler und Kunstsammler Jan van de Capelle, der sechzehn Bilder von Porcellis in seiner Sammlung hatte. Auch Rembrandt hatte Gemälde von ihm.
Sein Sohn Julius Porcellis (geboren in Rotterdam vor 1610, gestorben in Leiden 1645) war ebenfalls sein Schüler als Marinemaler und heiratete eine Tochter von Jan Steen.
Er signierte jp oder ip, datierte seine Bilder aber selten. Ungefähr 50 Gemälde werden ihm zugeschrieben, die frühesten aus den 1620er Jahren.
Seine Bilder sind unter anderem im Rijksmuseum, dem National Maritime Museum (Greenwich), der Eremitage, dem Mauritshuis (Den Haag), der Alten Pinakothek (München), dem Museum der schönen Künste Bordeaux, dem Ashmolean Museum (Oxford), dem Courtauld-Institut (London), Bredius Museum, dem Van-der-Heydt-Museum (Düsseldorf) und der Royal Collection ausgestellt.
1627 publizierte er unter dem Titel Icones Variarum Navium Hollandicarum quarum usus maxime in aquis interioribus regionis eine Sammlung verschiedener Schiffsdarstellungen mit Größenangaben in Lasten im Druck.